# 山林堂信彦
山林堂 信彦（さんりんどう のぶひこ、1978年8月10日 - ）は、地方競馬の神奈川県騎手会所属の騎手である。妻はタレントで女優の矢部美穂。義理の妹はタレントの矢部美佳と矢部美希（うち妻の美穂と美佳の父は元地方競馬騎手の矢部和夫であった）。

## 来歴
1997年3月31日付けで地方競馬騎手免許を取得し、佐々木國廣厩舎からデビュー。同年4月9日川崎競馬第2競走4歳ロ組一般戦ヒメで初騎乗（12頭立て2番人気10着）。同年7月5日川崎競馬第5競走4歳イ組一般戦をタカラトップレディで優勝し、33戦目で初勝利（10頭立て8番人気）。
その後池田孝厩舎に所属変更したのち2002年11月に八木正喜厩舎へ所属変更したが、2013年7月1日付で再び池田孝厩舎へ復帰する形で所属変更した。
2019年10月20日第9回OROターフスプリントをエイシンテキサスで勝利し、重賞初制覇。
2022年1月6日、川崎競馬第3競走にて、ウインモリオンで勝利し、地方競馬通算200勝を4317戦目で達成。
2022年3月21日付けで、神奈川県騎手会所属となる。
私生活ではタレントと女優の矢部美穂と結婚したことを2022年5月30日に矢部が自身のインスタグラムで明らかにした。
2025年2月8日、東京競馬2RにセイウンオスミウムでJRA初騎乗し15着。その後も3戦して8着、15着、8着と勝利には至らなかった。
地方通算成績は5107戦249勝・2着291回・3着352回・勝率4.9%・連対率10.6%（2025年2月8日現在）。